# Karcino
Karcino [kar't͡ɕinɔ] (deutsch Langenhagen) ist ein Dorf im Powiat Kołobrzeski der polnischen Woiwodschaft Westpommern. Es gehört zur Landgemeinde Kołobrzeg (Kolberg).

## Geographische Lage

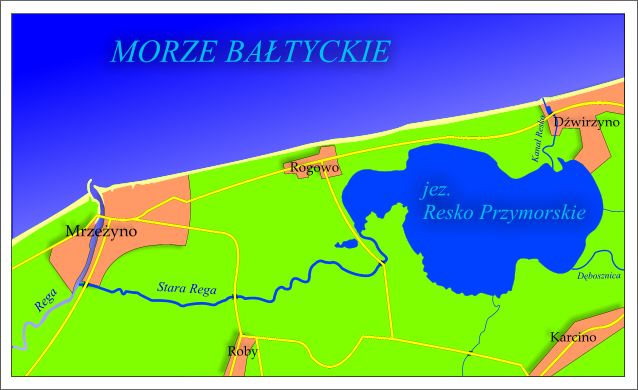
Karcino (Langenhagen), südöstlich des Kamper Sees. Übrige gezeigte Ortschaften: Mrzeżyno (Treptower Deep), Roby (Robe), Rogowo und Dźwirzyno (Kolberger Deep). Beschriftete Wasserläufe: Rega, Stara Rega (Alte Rega), Kanal Resko (Abfluss der Alten Rega oder Fähre) und Dębosznica.

Karcino liegt etwa 23 Kilometer westlich von Kołobrzeg in der Nähe des südöstlichen Ufers des Kamper Sees (Resko Przymorskie) in Hinterpommern. Die Entfernung zur Ostsee  beträgt dreieinhalb Kilometer. Die Entfernung zur Provinzhauptstadt Stettin (Szczecin) beträgt ungefähr 95 Kilometer. Das Dorf liegt etwa 4 bis 10 Meter über dem Meeresspiegel.

## Geschichte

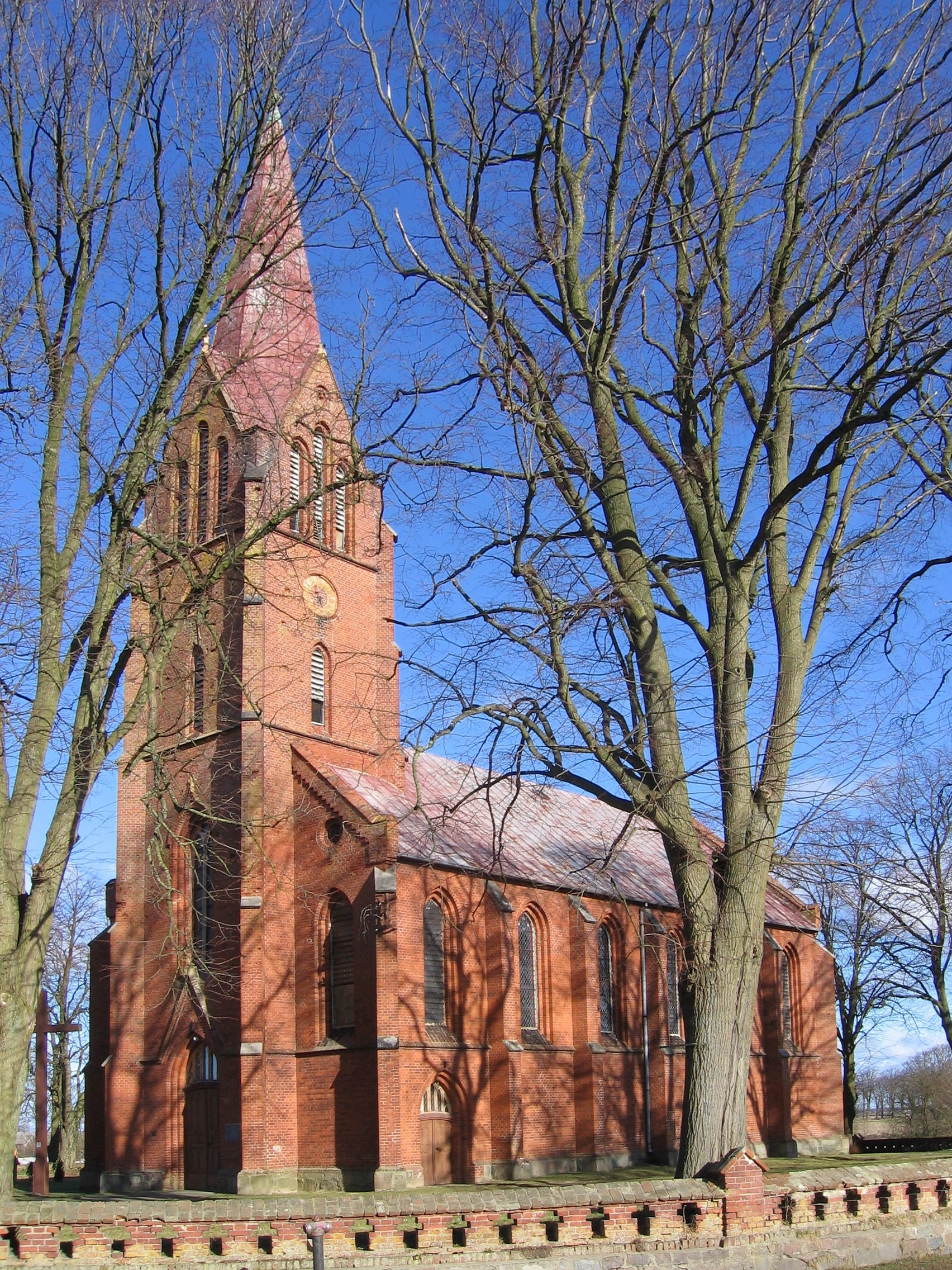
Dorfkirche

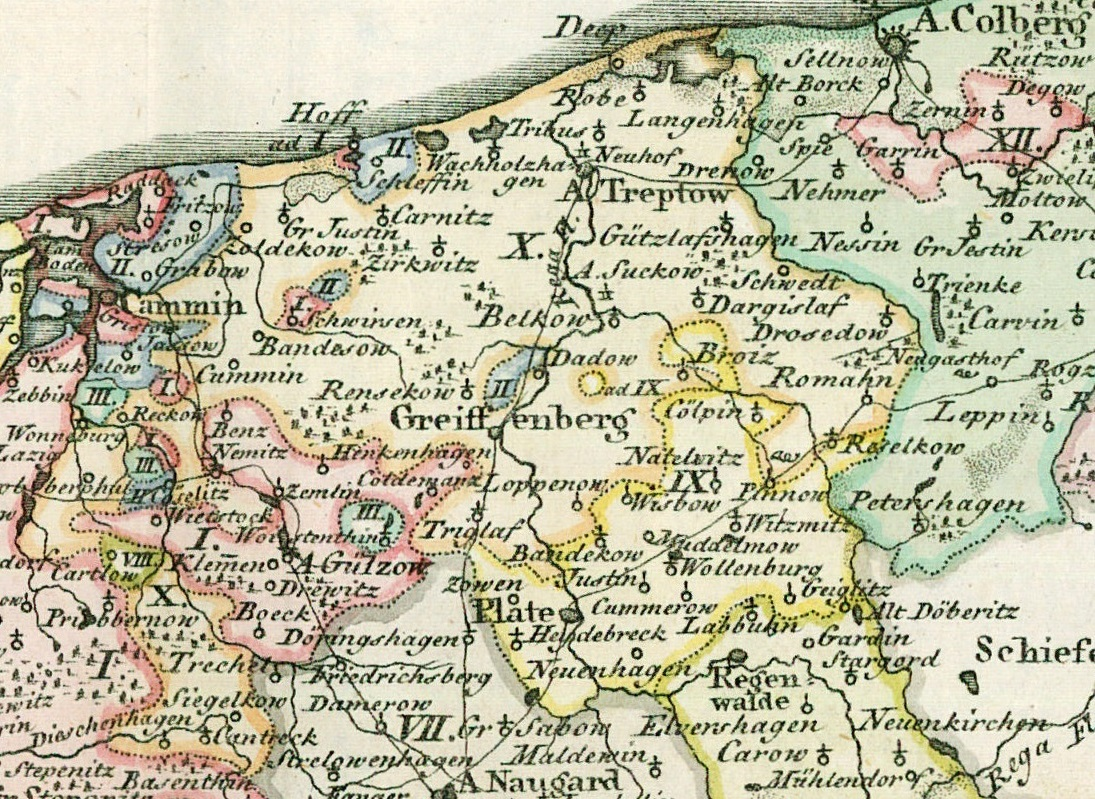
Langenhagen nordöstlich von Treptow an der Rega auf einer Landkarte des 18. Jahrhunderts

Das Dorf Langenhagen wurde im 13. Jahrhundert im damaligen Herzogtum Pommern von angeworbenen deutschen Siedlern gegründet. Die u. a. auch bei norddeutschen und westfälischen Dorfnamen anzutreffende Wortendung -hagen hat ihren Ursprung in dem althochdeutschen Begriff hag (= Einhegung, umfriedetes Land). Vermutlich waren für das Dorf früher andere Ortsnamen in Gebrauch (Hugoldshagen, Thomashagen, Tammenshagen).
Bis zur Reformation  befand sich Langenhagen im Besitz des Klosters Belbuck im unteren Regatal. Seit etwa 1539 gehörte das Dorf zum Fürstlichen Amt Treptow. Nach dem Dreißigjährigen Krieg kam es an die Mark Brandenburg. Im Jahr 1588 gab es in Langenhagen 21 Höfe, im Jahr 1595 23 Höfe und im Jahr 1609 37 Höfe.  1701 ging das Dorf in königlich-preußischen Besitz über. Um das Jahr 1784 gab es in Langenhagen einen Prediger, einen Küster, einen Freischulzen, 14 Vollbauern, acht Halbbauern, einen Hilfsprediger, einen Unterförster und ein Predigerwitwenhaus bei insgesamt 40 Haushaltungen. Vor 1854 hatte Langenhagen 770 Einwohner, die auf 87 Wohngebäude verteilt waren.
Das Kirchdorf Langenhagen gehörte bis zum Ende des Zweiten Weltkriegs zum Amtsbezirk Hagenow im Landkreis Greifenberg im Regierungsbezirk Köslin der Provinz Pommern. Es lag in der Nordost-Ecke des Kreisgebiets. Vor 1939 lag das Kreisgebiet im Regierungsbezirk Stettin. Zu seiner Gründungszeit war das Dorf in Form eines langgestreckten Zeilendorfs angelegt worden. Die nördliche Gemeindegrenze bildete der etwa 600 Hektar große Kamper See. Entlang der gegenüberliegenden Dorfseite erstreckt sich ein Waldstreifen, das Langenhäger Holz, durch das die eingleisige Bahnstrecke Stettin – Kolberg verläuft. Dieser Wald bildete die südöstliche Grenze zu den Nachbargemeinden Zarben und Naugard. Die nordöstliche Grenze zum Fischerdorf und Ostseebad Kolberger Deep war der Spiebach, der in den Kamper See mündet.
Die südwestliche Gemeindegrenze verlief entlang des zwischen Langenhagen und Hagenow gelegenen Moors.
Die Gemeinde Langenhagen bestand aus vier Ortsteilen:
- Langesende
- Mittelhagen
- Kirchhagen
- Papenhagen.

Die Dorfteile Langesende und Mittelhagen gingen direkt ineinander über und waren durch den Matzgraben voneinander getrennt. Der nach Nordosten anschließende Dorfteil Kirchhagen  mit der Wassermühle war  vor etwa 700 Jahren entstanden und bildete den eigentlichen Ortskern. Er war halbkreisförmig um die Kirche mit dem sie umgebenden Friedhof angeordnet. Etwas versetzt folgte in östlicher Richtung der Ortsteil Papenhagen, der direkt bis zum Bahnhof Papenhagen heranreichte.
Der Langenhagener Ortsteil Papenhagen war zu unterscheiden von dem südöstlich der Bahnstrecke gelegenen Papenhagen, das 1666 von Langenhagen abgezweigt worden war und zuletzt bis 1945 zur Gemeinde Naugard im Kreis Kolberg-Körlin gehörte.
Im Jahr 1939 wurden in Langenhagen 652 Einwohner gezählt, die auf 157 Haushaltungen verteilt waren, und es gab in der Dorfgemeinde  73 landwirtschaftliche Betriebe. Zehn der Gehöfte waren noch rundum umbaute Vierkanthöfe, wie sie für das ländliche  Hinterpommern typisch sind. Die Gemeinde hatte 1939 eine Ausdehnung von 5,5 km × 3 km und eine Gemeindefläche von  insgesamt 1.521 Hektar. Die Bevölkerungsdichte betrug 43 Personen pro Quadratkilometer. Langenhagen hatte zwei einklassige  Grundschulen, eine bei der Kirche und eine  in Langesende, und seit 1941 einen Kindergarten.
Kurz vor Ende des Zweiten Weltkriegs erreichte die  Rote Armee, die von polnischen Einheiten verstärkt wurde, am  Sonntag, dem  4. März 1945, Kolberg und Langenhagen.    Früh morgens um 6 Uhr desselben Tages hatten die Dorfbewohner in seit einem Monat vorbereiteten Pferdewagen-Trecks Langenhagen verlassen wollen, doch nach zwei Stunden musste der Fluchtversuch aufgegeben werden, weil die Straße Kolberg–Treptow bereits unter Beschuss lag. Am 8. März wurde der deutsche Bürgermeister von Polen abgeholt. Er gehört zu einer Gruppe von im März/April 1945 Verschleppten, die später verschollen blieben. Am 17. März musste die deutsche Zivilbevölkerung den Küstenbereich an der Ostsee verlassen, weil dieser zum militärischen Sperrgebiet erklärt worden war. Später konnten die Dorfbewohner zurückkehren. Zu dieser Zeit soll sich in Langenhagen ein polnisches Truppenkontingent von etwa dreitausend Infanteristen befunden haben, außerdem eine Abteilung sowjetischer Artillerie, Feldhaubitzen und zwei Luftabwehrgeschütze mit elf sowjetische Soldatinnen. Nachdem im März/April 1945 das Kreisgebiet zusammen mit ganz Hinterpommern unter die Verwaltung der Volksrepublik Polen gestellt worden war, blieben die beiden ehemaligen Freischulzenhöfe Langenhagens als „Kommandanturen“ im Besitz der Sowjetarmee. Am 30. Juli 1945 erschienen die ersten Polen im Dorf. Die ortsansässige Bevölkerung wurde anschließend von polnischer Seite schikaniert, ausgeplündert und schubweise in Aktionen, die Ende Mai 1945, im Juli 1945 und im August 1945 erfolgten, in Richtung Westen über die Oder vertrieben. Im Jahr 1945 erschossen sowjetische Soldaten oder Polen fünf Langenhäger Bürger im Alter zwischen 23 und 76 Jahren. Seit April 1946 übernahmen nach und nach Polen die Gehöfte. Es handelte sich vorwiegend um sogenannte Bug-Polen aus den an die Sowjetunion gefallenen Gebieten östlich der Curzon-Linie. Sie kamen zum Teil mit Vieh und Geräten nach Langenhagen.
Das Bauerndorf Langenhagen wurde von den Polen in Karcino umbenannt und dem Verwaltungsbezirk Gmina Kołobrzeg im Powiat Kołobrzeski der Woiwodschaft Westpommern zugeordnet. Das Dorf hat etwa 400 Einwohner.

### Demographie
| Jahr | Einwohnerzahl | Anmerkungen                                                         |
| ---- | ------------- | ------------------------------------------------------------------- |
| 1822 | 603           | [ 14 ]                                                              |
| 1837 | 603           | [ 15 ]                                                              |
| 1867 | 801           | am 3. Dezember                                                      |
| 1871 | 800           | am 1. Dezember, darunter 795 Evangelische, ein Katholik, vier Juden |
| 1901 | 749           | [ 15 ]                                                              |
| 1925 | 726           | [ 15 ]                                                              |
| 1933 | 710           | [ 17 ]                                                              |
| 1939 | 652           | [ 17 ]                                                              |
| 1945 | 572           | im März                                                             |

Bei einer Einwohnerzählung, die vor 1854 stattgefunden hatte, waren 770 Einwohner registriert worden.

## Söhne und Töchter der Ortschaft
- George Vateschield (auch Vateschild und  Vateschilth,[19] * 20. März 1641, † 15. Februar 1706 in Cunewalde), Theologe, wirkte als Pfarrer nacheinander  in Triebs im Treptower Amt (1664–1676)  und in Cunewalde in der Oberlausitz (1680–1706), kaufte 1695 zwei gefangene  Türkinnen frei, war bewandert in orientalischen Sprachen[20]
- Johann Christian Friedrich Höpfner (* 10. April 1751), lehrte seit 1780 als Professor der  Stilkunat und seit  1786 als Professor der lateinischen und griechischen Sprache an der Gelehrtenschule Collegium Groeningianum in  Stargard in Pommern und war dort  zuletzt Rektor der Anstalt.[21]

## Kirchspiel
Langenhagen war der Sitz des evangelischen Pfarramts Langenhagen. Eingepfarrt war der Nachbarort Kolberger Deep.   Die Katholiken in Langenhagen gehörten zum katholischen Kirchspiel Treptow a.R.
Namentlich bekannte Ortspfarrer von der Reformation bis 1945
- Joachim Behling, um 1522[23]
- Jacob Tetzke, bis 1535[23]
- Nikolaus Latzke, 1536–1547[24]
- Paul Krüger († 1575), 1547–1575[24]
- Hermann Latisch, seit 1576[23]
- Petrus Tesmar[23]
- Johan Genzkow, seit  1597,[23] noch  1609 im Amt[25]
- Paul Holtze († 1645), 1635–1645[24]
- Kaspar Zülich, 1646–1650[24]
- Joachim Debbert († 1691), 1651–1681[24]
- Johann Friedrich Meyer, seit 1692[24]
- Gottlieb Samuel Pristaff, 1724–1726[24]
- Friedrich Ziemer, um 1773[23]
- Hans Marquardt, um 1776[23]
- Jakob Christoph König († 1738), 1726–1738[26]
- Martin Wilke († 1749), 1739–1749[26]
- Christian Daniel Gottlieb Höpfner (* 19. Mai 1724,  † 1800), 1749–1800[26]
- Johann Samuel Bogislaw Hafemann (* 1766), 1800–1838[26]
- Theodor Leopold Müller (* 12. November 1809), 1838–1866[26]
- Karl Adolf Theodor Nobiling (* 1823), 1867–1870[26]
- Karl Gustav Robert Sinell (* 27. Februar 1815), 1870–1885[26]
- Julius Wilhelm Albert Helterhoff (* 29. August 1858), 1885–1926[26]
- Martin Bernhard (* 24. April 1882), 1. April 1926–1945,[26] war seit August 1939 mit kurzer Unterbrechung zum Wehrdienst eingezogen.[27]

Das jetzige Kirchengebäude von Langenhagen ist 1862/63 unter Pastor Müller, der gleichzeitig Superintendent der Synode Treptow a.R. war, erbaut worden. An derselben Stelle hatte vorher eine Kirche gestanden, die einen geschnitzten Flügelaltar aufwies und die vermutlich 1702 errichtet worden war.

## Schulen
In der Ambts- und Dorffs-Ordnung des Großen Kurfürsten vom 30. September 1683 für das Amt Treptow waren die Eltern verpflichtet worden, ihre Kinder zukünftig von einem Küster oder Schulmeister erziehen zu lassen. Pfarrer Meyer berichtete, dass um 1700 in Langenhagen nur im Winter Unterricht in Privatstunden erteilt wurde, und zwar vom Küster, der gleichzeitig Schulmeister war. Um 1768 gab es in Langenhagen noch kein Schulgebäude. Erst 1810 wurde ganzjährig unterrichtet, auch an Sonntagen. Bis 1840 war Winterunterricht in allen vier Ortsteilen erteilt worden. Seit 1840 hatte Langenhagen zwei hauptamtliche Schulen mit zwei fest angestellten Lehrkräften, eine bei der Kirche und eine in Langesende. Wie die Schulräume beschaffen waren, ist nicht überliefert. Wahrscheinlich um 1915 wurde bei der Kirche ein neues Schulgebäude errichtet. 1930 ist auch in Langesende ein neues Schulgebäude erbaut worden; das alte Schulgebäude dort wurde weiter benutzt, brannte jedoch 1931 ab. Beide Langenhäger Schulen waren einklassig.

## Sonstiges

### Pommersche Sage
Am Ostseestrand bei dem Kirchdorf Hoff soll einmal eine Schwedin zusammen mit zwei Kühen auf einer Eisscholle angetrieben worden sein. Anstatt nach Schweden zurückzukehren, soll sie es vorgezogen haben, in Pommern zu bleiben, wo sie in Langenhagen gelebt habe und in hohem Alter verstorben sei.

### Archäologischer Gräberfund
1935 traten in einer Sandgrube auf dem Gemeindegebiet folgende archäologische Fundstücke zutage, die germanischen (burgundischen) und römischen Ursprungs sind und wahrscheinlich aus einem Grab aus der Zeit zwischen 200 und 400 n. Chr. stammen:
- Sieb aus Bronze (Randdurchmesser 10 cm, Griff abgebrochen)
- Fuß- und Randfragmente eines Bronzebeckens
- zwei graue, mit breiten Stichmustern verzierte Tonschalen
- zwei Knochenkämme mit halbrundem Griff
- ein ovaler Feuerschlagstein

Einige Jahre später wurde in der Sandgrube noch ein Urnengefäß von 14 cm Durchmesser gefunden. Die teils  römischen Relikte lassen darauf schließen, dass zur damaligen Zeit in der Region Handelsbeziehungen zum Römischen Reich bestanden hatten.